# رونالد فيلالبا
رونالد فيلالبا (بالإسبانية: Ronald Villalba)‏ هو مدرب كرة قدم ولاعب كرة قدم باراغواياني، ولد في 13 يوليو 1983 في سان لورينزو في باراغواي. لعب مع Club Sportivo San Lorenzo ‏.

## وصلات خارجية
- رونالد فيلالبا على موقع قاعدة بيانات كرة القدم.إي يو (الإنجليزية)
- رونالد فيلالبا على موقع Soccerway.com (الإنجليزية)